# 井藤公量
井藤 公量（いとう きみかず、1961年9月11日 - ）は、日本の弁護士、岡山大学大学院法務研究科教授である。

## 来歴・人物
岡山五校の1つ岡山県立岡山芳泉高等学校を卒業後、同志社大学法学部に進学し、1986年、同学部を卒業。1990年、司法試験に合格。司法修習所第45期生。同期には成蹊大学法科大学院教授、関聡介などがいる。
自らの受験経験から、優秀答案を中心に学習するP&Cという勉強法を提唱する。辰已法律研究所及び東京リーガルマインド、立命館大学エクステンションセンター講師を経て、岡山大学大学院法務研究科教授。
父は岡山大学卒の弁護士、財務省・金融庁（旧大蔵省）のキャリア官僚で、現・金融庁長官の井藤英樹は実弟。

## 著書
- 『P&C方式速攻司法試験突破術』（辰已法律研究所）
- 『試験に受かる超効率勉強法』（日本実業出版社）
- 『らくらく合格 うかるぞ宅建 2006年版』（週刊住宅新聞社）
- 『なる本弁護士・裁判官・検察官』（週刊住宅新聞社）